# Priston Tale
Priston Tale ist ein von Triglow Pictures entwickeltes, kostenloses MMORPG für Windows. Es spielt in einer fiktiven Fantasy-Welt, in der man zusammen mit anderen Spielern gegen Kreaturen aller Art kämpft.

## Allgemeine Informationen
Das Spiel beinhaltet eine im Anime-Stil gehaltene Spielwelt in 3D-Grafik. Das englische Priston Tale wurde nach einer langen kostenlosen Beta-Phase nach unzähligen Updates kostenpflichtig. Und dann wieder ab 16. Mai 2007 kostenfrei.

## Inhaltliches
Neben dem normalen Kämpfen gegen Monster (PvE) gibt es viele Quests, um seinen Charakter mit mehr Skill- und Statuspunkten auszustatten. Das Kampfsystem von Priston Tale ist ein Aktion-Kampfsystem in Echtzeit.
- Bless Castle

Zudem gibt es noch einen wöchentlich stattfindenden Clanwar Namens Bless Castle, wobei alle Clans probieren, die Burg des verteidigenden Clans zu stürmen.
Der Clan, der es schafft, die Burg zu stürmen, bekommt eine Belohnung: Für eine Woche können bestimmte Statuswerte erhöht werden, z. B. die Stärke.
- Survive or Die

Eine weitere Besonderheit in Pristontale ist Survive or Die (SoD). Hier können ein oder mehrere Spieler nach Zahlung eines Eintrittsgelds in verschiedene Räume eintreten, um an einem Wettbewerb teilzunehmen in dem rundenbasiert immer schwerere Gegner kommen. Wer nach Punkten führt, kann eine Runde weiterkommen und schließlich nach 8 Runden gewinnen. Man kann SoD-Punkte für seinen Clan sammeln und somit der führende Clan von SoD werden.
Der führende SoD Clan erhält am Ende des Monats eine bestimmte Prozentzahl der eingenommenen SoD-Gebühren.

## Existierende Völker im Spiel
In der Welt von Priston Tale gibt es zwei verschiedene Völker, die in unterschiedlichen Städten beheimatet sind. Jedem Volk stehen vier Charaktergruppen zur Verfügung.
Es existiert keine reelle Geschlechtertrennung, so sind einige Charaktergruppen nur männlich, andere nur weiblich. Auch ist eine freie Anpassung des Charakteraussehens nicht möglich, man kann bei der Erstellung lediglich zwischen drei vorgegebenen Skins wählen.

### Tempskron
Die Heimat dieses Volkes nennt sich Ricarten Town. Mit der Zeit wuchs diese Stadt zur zentralen Tausch- und Handelszone des Landes heran. Folgende Charakterklassen gehören zu diesem Volk:
- Archer – Bogenschütze: Diese sind Spezialisten, wenn es darum geht, den Gegner aus der Ferne mit Pfeil und Bogen zu attackieren. Dadurch kommen sie seltener in Feindkontakt, womit die Gefahr, die von den Gegnern ausgeht, erheblich reduziert wird.

- Fighter – Krieger: Diese zeichnen sich vor allem durch ihre Stärke und ihre Gesundheit aus, wodurch direkter Gegnerkontakt zum Normalfall gehört. Am besten beherrschen sie den Kampf mit den verschiedensten Äxten, die dem Gegner erheblichen Schaden zufügen.

- Mechanician – Mechaniker: Diese zeichnen sich durch gute Verteidigungsfähigkeiten aus. Dadurch können sie erheblich mehr einstecken, als manch anderer, was ihnen einen großen Vorteil im Kampf gegen mehrere Gegner gleichzeitig verschafft.

- Pikeman – Lanzenkämpfer: Diese verfügen über hohe Gesundheits- und Stärkewerte, womit sie durchaus mit dem Fighter mithalten können. Sie beherrschen Lanzen, was dieser Klasse vorbehalten ist. Mit ihnen fügen sie dem Gegner optimalen Schaden zu.

### Morion
Die Heimat dieses Volkes nennt sich Pillai Town. Das Besondere an dieser Stadt ist, dass sie über der Erde schwebt und nur mit einem Teleporter zu erreichen ist. Das Volk wurde erst in einer späteren Version des Spiels hinzugefügt.
- Knight – Ritter: Diese zeichnen sich durch die Kombination von Stärke und Magie aus. Generell sind sie sehr ausgeglichen, was ihre Fähigkeit angeht. Der Umgang mit Schwertern fällt ihnen am leichtesten.

- Atalanta – Amazone: Diese ähneln wohl am ehesten den Amazonen. Mit Speeren können sie am besten umgehen. Wenn sie allerdings von mehreren Gegner gleichzeitig angegriffen werden, geraten sie sehr schnell in Bedrängnis.

- Priestess – Priesterin: Diese verfügen über enorme psychische Kräfte. Sowohl ihre heilenden Kräfte als auch der optimale Einsatz ihrer psychischen Kräfte gegen alle möglichen Gegner sind in einem Kampf stark von Nutzen.

- Magician – Magier: Diese verfügen ebenfalls über enorme psychische Kräfte, welche aber viel offensiverer eingesetzt werden, als die der Priestess.

## Server
Für das Spiel existieren verschiedene Server:
- Korean Priston Tale
- Thailand Priston Tale
- Japanese Priston Tale
- Philippine Priston Tale
- China Priston Tale
- Taiwan Priston Tale
- Brazilian Priston Tale
- English Priston Tale (internationaler Server)

Die verschiedenen Server beinhalten unterschiedliche Versionen des Spiels. Das koreanische Priston Tale ist, auf Grund der koreanischen Herkunft des Spiels, immer aktuell. Zur Beta-Zeit im Jahre 2002 hatte Priston Tale nur den KZEE Server. Priston Tale erreichte in den ersten sieben Tagen der Beta-Phase 15.000 registrierte User.

## Nachfolger
Offiziell hat Priston Tale zwei Nachfolger. Zum einen ist dies Priston Tale 2, welches eine komplett neue Geschichte und Engine bereitstellt, und zum anderen ist es Lax Lore, welches auf dem ersten Priston Tale basiert.

### Priston Tale 2
Priston Tale 2: The Second Enigma ist einer der beiden offiziellen Nachfolger von Priston Tale. Es basiert auf einer völlig neuen Geschichte und ist auch sonst nicht sehr stark an den Vorgänger angelehnt. Neben der Unreal Engine in Version 2.5 kommen ebenfalls Features, wie OpenAL zum Einsatz. Priston Tale 2 gab es ab März 2008 als Open Beta in der koreanischen und später auch einer kostenlosen deutschen Version.

### Laxe Lore
Laxe Lore ist einer der beiden offiziellen Nachfolger von Priston Tale. Es basiert zu 100 % auf dem Vorgänger und bietet die gleichen Charakterklassen. Es macht trotzdem den Eindruck, als wäre es ein ganz neues Spiel, da die Anfangspunkte im Spiel neu gesetzt sind und auch sonst das Spiel nur sehr wenig von den alten Materialien zeigt. Karten, die beispielsweise bei Priston Tale als Anfängerkarte gespielt wurden, sind in Lax Lore Karten für Fortgeschrittene – wobei die Monstertexturen bzw. Monsternamen identisch sind. Laxe Lore war für einige Monate in der Alpha-Phase frei zugänglich.